# کودتای کاپ
کودتای کاپ یا The Kapp Putsch (تلفظ آلمانی: [ˈkapˌpʊt͡ʃ] ())، همچنین به عنوان کودتای کاپ - لوتویتس Kapp – Lüttwitz Putsch (تلفظ آلمانی: [kapˈlʏtvɪt͡sˌpʊt͡ʃ] ()) که به نام رهبران خود ولفگانگ کاپ و والتر فون لووتویتس شناخته می‌شود، یک اقدام به کودتا علیه دولت ملی آلمان در برلین در ۱۳ مارس ۱۹۲۰ بود. هدف آن خنثی سازی انقلاب آلمان، سرنگونی جمهوری وایمار و استقرار یک دولت خودکامه به جای آن بود. این کودتا توسط بخشهایی از رایشسور و همچنین جناحهای ملی‌گرا و سلطنت طلب پشتیبانی می‌شد.

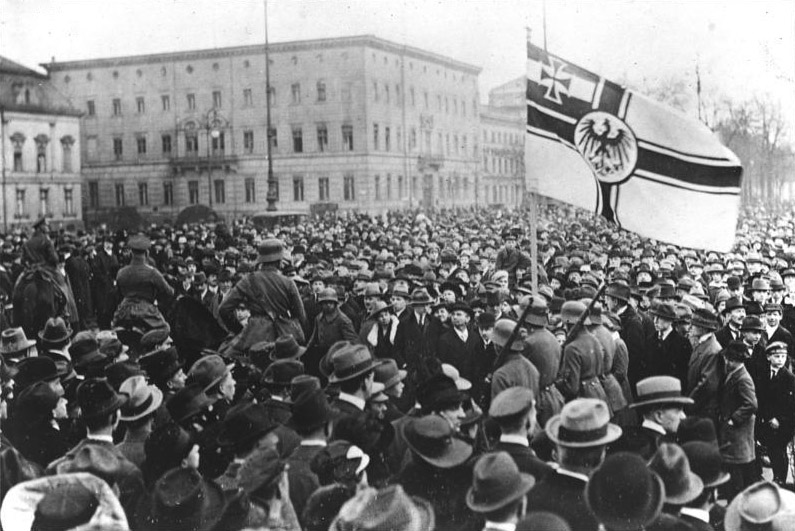
پرچم جنگی آلمان که مرتبط با امپراتوری آلمان است

اگرچه دولت قانونی آلمان مجبور به ترک برلین شد، پس از چند روز، هنگامی که بخش بزرگی از جمعیت آلمان دست به اعتصاب عمومی زدند، کودتا ناکام ماند. بیشتر کارمندان دولت از همکاری با کاپ و متحدانش امتناع ورزیدند. کودتا علیرغم عدم موفقیت، عواقب قابل توجهی برای آینده جمهوری وایمار به همراه داشت. این کودتا یکی از دلایل قیام روهر بود که چند هفته بعد، پس از برخورد نه چندان سخت با رهبران کودتا، با سرکوب دولت توسط نیروهای نظامی انجام شد. این رویدادها رای‌دهندگان آلمان را دو قطبی کرد و نتیجه آن تغییر اکثریت پس از انتخابات رایشستاگ در ژوئن ۱۹۲۰ بود.

## پیش‌زمینه

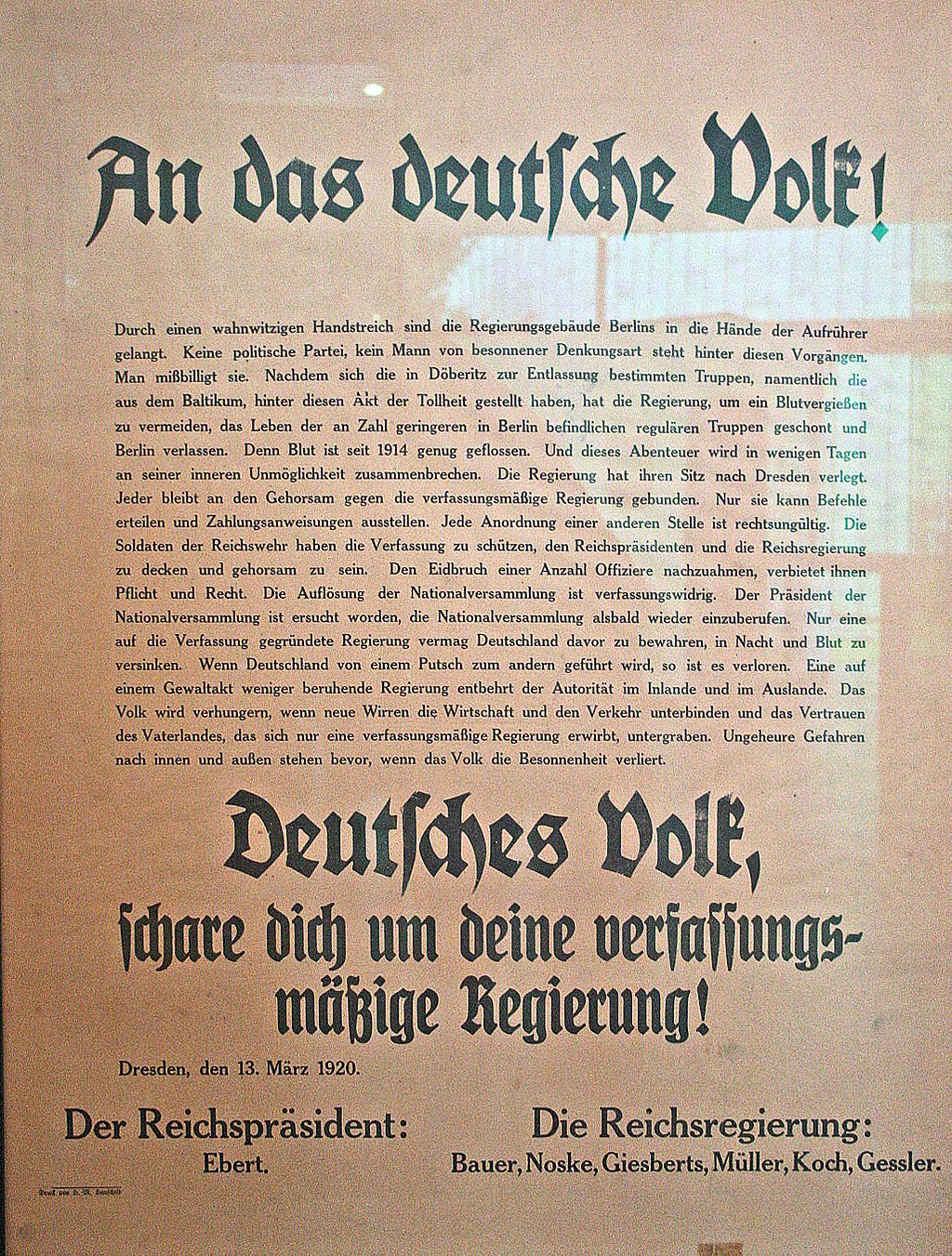
پوستر دولت رایش بر ضد کودتای کاپ مارس ۱۹۲۰

پس از شکست آلمان در جنگ جهانی اول (۱۹۱۴–۱۹۱۸)، انقلاب آلمان نظام سلطنتی را برانداخت. امپراتوری آلمان برچیده شد و یک نظام دموکراتیک که بعدها با نام جمهوری وایمار مشهور شد، در سال ۱۹۱۹ توسط مجلس ملی آلمان در شهر وایمار ایجاد شد. محافل راست‌گرای ناسیونالیست و نظامی با جمهوری جدید مخالفت کرده و با ترویج افسانه خنجر از پشت ادعا کردند که جنگ تنها به دلیل اینکه تلاش‌های ارتش شکست ناپذیر آلمان توسط غیرنظامیان در داخل کشور تضعیف شده‌است، از دست رفته‌است.
در سالهای ۱۹۱۹–۲۰، دولت آلمان توسط ائتلافی متشکل از حزب سوسیال دموکرات (SPD)، حزب دموکرات آلمان (DDP، لیبرال‌های چپ مرکز) و (کاتولیک‌های محافظه کار حزب مرکزی) تشکیل شد. رئیس‌جمهور وقت فریدریش ابرت، صدراعظم گوستاو بائر و وزیر دفاع گوستاو نوسکه همگی اعضای حزب سوسیال دموکرات بودند. طبق قانون اساسی، رئیس‌جمهور فرمانده کل نیروهای مسلح بود که این مقام در زمان صلح به عهده وزیر دفاع بود. ارشدترین افسر نیروهای زمینی Chef der Heeresleitung نام داشت، پستی که در اوایل سال ۱۹۲۰ توسط ژنرال والتر راینهارت به عهده گرفته شده بود.
گوستاو بائر در سال ۱۹۱۹ موظف شده بود که پیمان ورسای را در سال ۱۹۱۹ با اینکه شخصاً با آن مخالف بود امضا کند. این پیمان را متفقین پیروز جنگ جهانی اول به آلمان دیکته کرده بودند. این پیمان آلمان را مجبور به پذیرفتن مسئولیت‌های جنگ می‌کرد، مساحت آلمان را کاهش می‌داد و هزینه‌های جبران خسارت و محدودیت‌های نظامی را بر آلمان تحمیل می‌کرد. در اوایل سال ۱۹۱۹، تعداد نیروهای رایشسوهر، ارتش منظم آلمان، حدود ۳۵۰٬۰۰۰ نفر تخمین زده می‌شد، از این تعداد نیز بیش از ۲۵۰٬۰۰۰ نفر در واحدهای شبه نظامی داوطلب Freikorps ("سپاه آزاد") فعال بودند که عمدتاً متشکل از سربازانی بود که از جنگ برگشته بودند. دولت آلمان بارها و بارها از نیروهای فرایکورپس برای سرکوب شورش کمونیست‌ها پس از جنگ استفاده کرده بود. طبق مفاد معاهده ورسای، که از ۱۰ ژانویه ۱۹۲۰ به اجرا درآمد، آلمان ملزم شد نیروهای زمینی خود را حداکثر به ۱۰۰۰۰۰ نفر کاهش دهد. مهلت اولیه برای این کاهش ۳۱ مارس ۱۹۲۰ تعیین شد (بعداً تا پایان سال تمدید شد).: 25  انتظار می‌رفت واحدهای Freikorps منحل شوند. از آنجا که بعد از سرکوب شورش کمونیست‌ها دیگر دلیلی برای حضور آن‌ها وجود نداشت، وجودشان در حال تبدیل شدن به تهدیدی برای دولت بود.: 216  همچنین برخی از فرماندهان ارشد نظامی بحث در مورد احتمال کودتا را از اوایل ژوئیه ۱۹۱۹ آغاز کرده بودند.

## کودتا

### تا کودتا

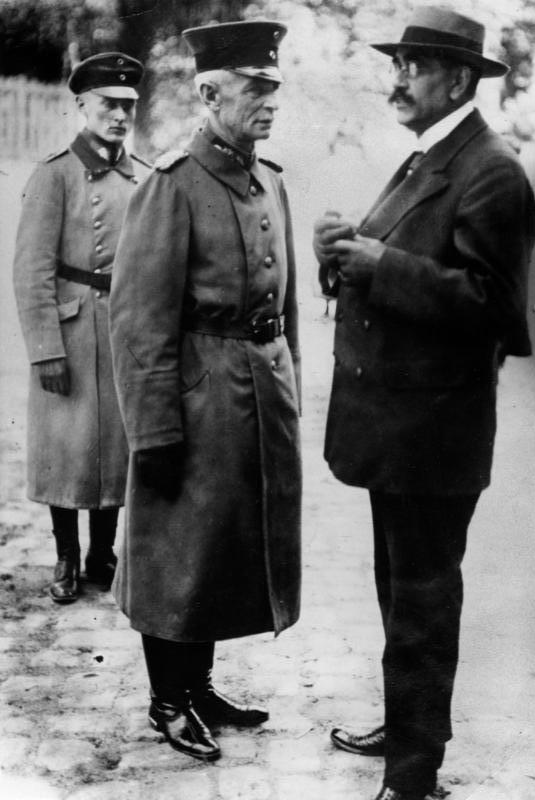
والتر فون لووتویتس (مرکز) و گوستاو نوسکه (راست)، پ. ۱۹۲۰

اگرچه این کودتا به نام ولفگانگ کاپ، کارمند ملی‌گرای ۶۲ ساله اهل پروس شرقی، که مدت‌ها پیش از آن قصد کودتا علیه جمهوری را داشت، نامیده شده‌است، اما اقدامات آن توسط ارتش انجام شد. کاپ نقش پشتیبانی را در این کودتا بازی کرد.: 217 : 50  در ۲۹ فوریه ۱۹۲۰ نوسکه دستور انحلال دو نیروی قدرتمند فرایکورپس یعنی بریگارد دریایی لوونفلد و بریگارد دریایی ارهارت را صادر کرد. تعداد اعضای بریگارد دریایی ارهارت بین ۵۰۰۰ تا ۶۰۰۰ نفر بود و از ژانویه ۱۹۲۰ در دوبریتس در نزدیکی برلین مستقر شده بودند و یک نیرو از افسران نخبه سابق نیروی دریایی امپراتوری و درجه‌داران ارتش بودند که بعداً با پیوستن نیروهای بالتیکومر (کسانی که در سال ۱۹۱۹ در لتونی با بلشویک‌ها جنگیده بودند) تقویت شدند. در طول جنگ داخلی در سال ۱۹۱۹، این نیرو در مونیخ و برلین دست به تحرکات نظامی زده بود. آنان به شدت مخالف دولت دموکراتیک فردریش ابرت بودند.: 217 
فرمانده این نیرو هرمان ارهارت اعلام کرد که این واحد از انحلال خودداری خواهد کرد: 51  و در ۱ مارس، بدون دعوت از نوسکه رژه‌ای برگزار کرد.: 218  ژنرال والتر فون لوتویتز، فرمانده کل نیروهای ارتش در برلین و اطراف آن که یک ژنرال عالی‌رتبه ارتش در آن زمان بود و فرماندهی بسیاری از فرایکورپ‌ها را بعهده داشت در این رژه اعلام کرد که فقدان چنین واحد نظامی مهمی را «نمی‌پذیرد». چند تن از افسران لوتویتز از این به چالش کشیدن آشکار اقتدار دولت نگران شدند و سعی کردند با تشکیل جلسه‌ای بین لوتویتز و رهبران دو حزب اصلی جناح راست، وارد میانجیگری شوند. لوتویتز به نظرات آن‌ها گوش داد اما از تصمیم خود منصرف نشد.: 218  نوسکه سپس با این امید که بریگارد دریایی منحل شود، آن را از زیر نظر لوتویتز بیرون برد و آن را تحت رهبری نیروی دریایی درآورد. لوتویتز دستور را نادیده گرفت اما با پیشنهاد اطرافیانش با دیدار با رئیس‌جمهور ابرت موافقت کرد.

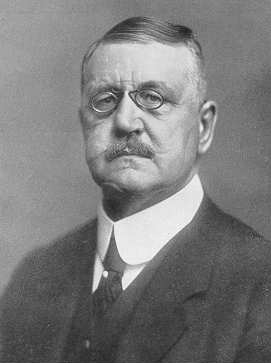
ولفگانگ کاپ، رهبر کودتا

در عصر ۱۰ مارس، لوتویتز با کارکنانش به دفتر ابرت آمد. ابرت همچنین از نوسکه خواسته بود در این دیدار حضور یابد. لوتویتز با تکیه برخواسته‌های احزاب راست و خواسته‌های شخصی خود، خواستار انحلال فوری مجلس ملی، انتخابات جدید برای رایشستاگ و انتصاب تکنوکرات‌های نزدیک به خود به عنوان وزیران امور خارجه، امور اقتصادی و دارایی شد. از دیگر خواسته‌های او برکناری ژنرال راینهارت، انتصاب خود به عنوان فرمانده عالی ارتش منظم و لغو دستور انحلال بریگارد دریایی بود. ابرت و نوسکه این خواسته‌ها را رد کردند و نوسکه از لوتویتز خواست که روز بعد از آن استعفا دهد.: 219 
لوتویتز در ۱۱ مارس به دوبریتز رفت و از ارهارت پرسید که آیا می‌تواند همان شب برلین را اشغال کند یا نه. ارهارت گفت که به یک روز دیگر نیاز دارد اما در صبح روز ۱۳ مارس می‌تواند با نیروهایش در مرکز برلین باشد. لوتویتز دستورات لازم را صادر و ارهارت مقدمات کار را آغاز کرد. در این مرحله لوتویتز گروهی را که به نام همبستگی ملی (Nationale Vereinigung) شناخته می‌شد وارد برنامه خود کرد. از جمله ولفگانگ کاپ عضو حزب ملی خلق آلمان (DNVP)، ژنرال بازنشسته اریش لودندورف و والدمار پابست، که در پشت قتل کارل لیبکنشت و رزا لوکزامبورگ در ژانویه ۱۹۱۹ نقش داشت به همراه تراوگوت فون یاگوو آخرین رئیس پلیس برلین در رژیم گذشته.: 25 : 219 : 50–51  هدف آن‌ها برقراری یک رژیم استبدادی (البته نه سلطنتی) با بازگشت به ساختار سیاسی فدرال دوره امپراتوری بود. لوتویتز از آن‌ها خواست تا در ۱۳ مارس آماده به دست گرفتن دولت باشند. گروه سازماندهی عملیات با اینکه هنوز آمادگی شروع عملیات را نداشت اما با برنامه تعیین شده توسط لوتویتز موافقت کرد. یکی از عواملی که آن‌ها را به اقدام فوری مجاب می‌کرد این بود از برلین خبر رسید حکم بازداشت تعدادی از طرفداران آنان که اعضای پلیس امنیت برلین بودند صادر شده‌است.: 219–220 
لوتویتز برکنار نشد، اما در ۱۱ مارس از سمت خود تعلیق شد.: 51  نوسکه برای دفاع از دولت دستور داد دو هنگ از پلیس امنیت و یک هنگ پلیس عادی در نزدیکی ساختمان‌های دولتی موضع بگیرند؛ با این حال او در قریب‌الوقوع بودن یک کودتا تردید داشت.: 220  فرماندهان هنگ تصمیم گرفتند از دستور تیراندازی اطاعت نکنند، تصمیمی که تأیید فرمانده ژنرال هانس فون زکت را نیز دریافت کرد.: 220 

### اشغال برلین

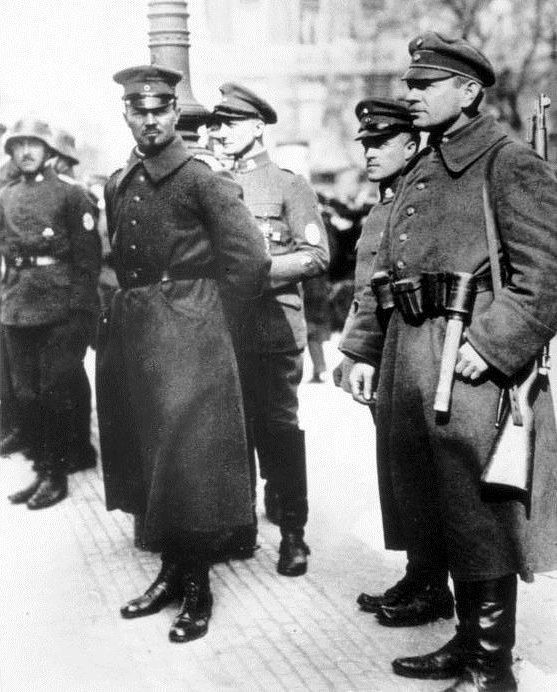
هرمان ارهارت در جریان کودتا

عدم تمایل به خونریزی فقط یک طرفه بود. در غروب ۱۲ مارس، ارهارت به تیپ خود دستور داد تا به سمت برلین حرکت کنند، تا «بی رحمانه هر مقاومتی را در هم بشکنند» (jeden Widerstand rücksichtslos zu brechen) و مرکز شهر را به همراه ساختمان‌های دولتی اشغال کنند. بریگاد با صلیب‌های شکسته بر روی کلاه ایمنی و وسایل نقلیه خود، حدود ساعت ۱۰:۰۰ به سمت برلین حرکت کرد. یک ساعت پس از آن گروه Gruppenkommando از این موضوع مطلع شد و به نوسکه اطلاع داد. دو افسر ژنرال با ارهارت ملاقات کردند و او را متقاعد کردند که به دولت فرصت تسلیم قبل از بازداشت را بدهد، با این فرض که تمام خواسته‌های لوتویتز تا ساعت ۷:۰۰ صبح روز بعد پذیرفته خواهد شد. این قضایا به نوسکه که با ابرت ملاقات داشت گزارش شد. ابرت از کابینه خواست که در ساعت ۴ صبح تشکیل جلسه دهد. ساعت ۱ صبح نوسکه فرماندهان ارشد ارتش را به دفتر او در بندلربلاک احضار کرد.: 221–222 
نوسکه از فرماندهان خواست تا از ساختمان‌های دولتی دفاع کنند. این درخواست او رد شد. همه افسران به جز دو نفر از اجرای دستور تیراندازی به سربازان شورشی خودداری کردند. برخی از افسران پیشنهاد مذاکره کردند، برخی دیگر ادعا کردند که سربازان دستور شلیک را متوجه نخواهند شد، برخی دیگر نیز استدلال می‌کردند که یگان‌های معمولی نمی‌توانند بریگاد دریایی نخبه را شکست دهند. زکت در این جلسه در مورد برادری بین نیروهای مسلح صحبت کرد.: 222  سخنان او دقیقاً ثبت نشده‌است، اما گزارش‌ها از این قرارند: «لشکرها به روی لشکر شلیک نمی‌کنند. آقای وزیر شما احتمالاً قصد دارید، نبردی در مقابل دروازه براندنبورگ بین نیروهایی که در کنار یکدیگر علیه یک دشمن مشترک جنگیده‌اند، انجام شود؟ هنگامی که رایشسور به رایشسور شلیک کند، تمام رفاقت در سپاه افسران از بین خواهد رفت. برخی دیگر سخنان زکت را به‌عنوان خلاصه‌تر نقل کرده‌اند: «رایشسور به رایشسور شلیک نمی‌کند!»: 26 
نوسکه که از وفادار نبودن ارتش به اندازه کافی دلسرد شده بود و در مورد خودکشی با یکی از دستیاران صحبت کرد، این صحبت‌ها در جلسه ساعت ۴ صبح به کابینه گزارش شد.: 222  در جلسه ای آشفته در دفتر صدارت عظمای رایش، کابینه بی دفاع دو تصمیم گرفت: فرار از شهر و صدور فراخوان برای اعتصاب عمومی. این تصمیم‌ها با اتفاق آرا گرفته نشد؛ معاون صدراعظم اویگن شیفر و برخی دیگر از وزرای غیر حزب سوسیال دموکرات از ترک شهر خودداری کردند تا فرصت مذاکره با کودتاگران را حفظ کنند. فقط ابرت و وزرای سوسیال دموکرات فراخوان اعتصاب عمومی را امضا کردند و کمی پس آن در ساعت ۶:۱۵ جلسه را ترک کرده و پا به فرار گذاشتند. در عرض ده دقیقه پس از خروج آنان از برلین، بریگاد دریایی با فرماندهان کودتا لوتویتز، لودندورف، کاپ و طرفداران آنها وارد برلین شدند.: 222  اندکی پس از آن، کودتاچیان دفتر صدارعظمای رایش را به تصرف خود درآوردند.: 26 
کاپ خود را صدراعظم‌رایش (Reichskanzler) اعلام کرد و یک دولت موقت تشکیل داد.: 26  لوتویتز فرمانده نیروهای مسلح و وزارت دفاع را بعهده گرفت. چندین محافظه‌کار معروف و وزیران خارجه سابق برای تصدی پست‌های دولتی دعوت شدند، اما نپذیرفتند.

### خونریزی در هاربورگ
از ۱ ژانویه نیروهای آهنین فرایکورپس وابسته به رودولف برتولد از نبرد در لیتوانی به آلمان بازگشته بود. مقصد نهایی آن‌ها تسوسن بود، جایی که قرار بود خلع سلاح شوند. در ۱۳ مارس، آنها تا اشتدته پیش رفتند ولی در آنجا متوجه شدند که کودتا در جریان است. برتولد که به دلیل اعتصاب کارگران راه‌آهن نمی‌توانست وارد قطار شود، افرادش را مجبور کرد ایستگاه قطار، شهرداری، تلگراف و اداره پست را اشغال کنند و سپس در همان شب سربازانش را در دبیرستان دخترانه محلی اسکان داد. روز بعد، نیروهای آهنین هدایت قطاری به سمت هاربورگ در هامبورگ را بدست گرفتند. قبل از ورود نیروهای آهنین، مقامات شهر که وابسته به حزب سوسیالیست دموکرات مستقل بودند بی سر و صدا افسر فرمانده گردان محلی رایشسور را دستگیر کردند و سربازان را بدون رهبر رها کردند. پس از ورود قطار، مقامات محلی، اعضای فرایکورپس را برای سرپناه دادن به مدرسه راهنمایی محلی هدایت کردند.
صبح روز بعد در ۱۵ مارس ۱۹۲۰ شهروندان مسلح در اطراف مدرسه محل استقرار نیروهای فرایکورپس تجمع کردند. حوالی ظهر همان روز، یک از افسران فرایکورپس برای متفرق کردن جمعیت با مسلسل به آنان شلیک کرد. با شروع درگیری‌ها ۱۳ غیرنظامی جان باختند. سه تن از سربازان نیروهای آهنین فرایکورپس نیز جان باختند و هشت تن دیگر اسیر و اعدام شدند. در حالی که پلیس و نیروهای رایشسور برای مهار شهروندان مسلح وارد صحنه نشده بودند و سربازان فرایکورپس نیز مهمات کافی نداشتند، برتولد متوجه شد که باید برای تسلیم شدن مذاکره کند. او موافقت کرد با شرط عدم تعرض، به افراد غیرمسلحش اجازه دهد تا ساعت شش بعدازظهر از مدرسه خارج شوند. در طی این تسلیم، جمعیتی خشمگین از تماشاچیان به نیروهای آهنین حمله کردند و برتولد به قتل رسید. نیروهای آهنین خلع سلاح شده به پایگاه نظامی در همان نزدیکی منتقل شدند.

### واکنش‌ها

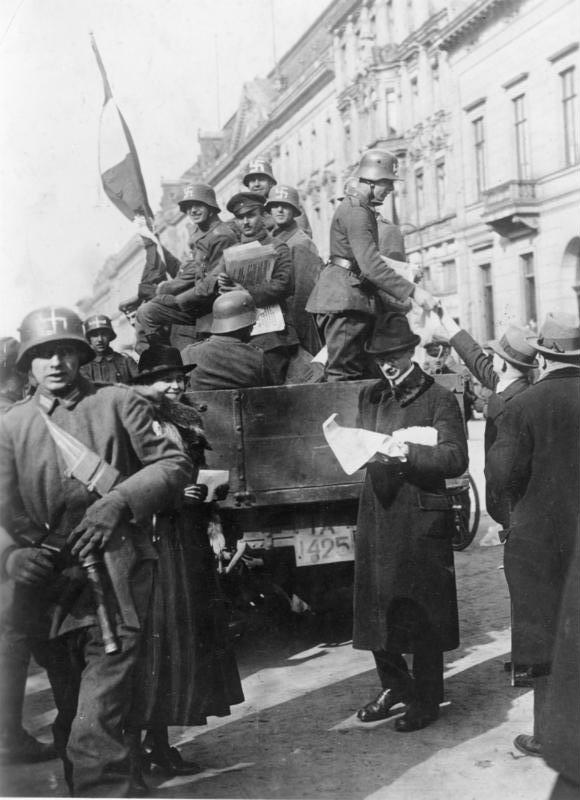
اعضای بریگارد دریایی ارهارت، با صلیب شکسته روی کلاه خود، اعلامیه‌هایی را در ۱۳ مارس توزیع می‌کنند.

در برلین هیچ مقاومت نظامی در برابر کودتا انجام نشد. سربازان عادی در برلین، پلیس امنیت، نیروی دریایی، فرماندهی ارتش در پروس شرقی، پومرانی، براندنبورگ و سلیزی وزیر دفاع جدید و صدراعظم رایش را به رسمیت شناختند. : 224 : 224  دریاسالار آدولف فون تروتا، فرمانده نیروی دریایی، به محض اطلاع از کودتا به حمایت از کودتاچیان پرداخت. رایشسور در ایالت بایرن دولت ایالتی سوسیال دموکرات را سرنگون و رژیم راستگرای گوستاو ریتر فون کار را جایگزین آن کرد. در بقیه نقاط رایش، فرماندهان نظامی حتی با وجود بی‌طرفی کلامی در مورد کودتا، کم و بیش آشکارا با کودتاگران همدلی می‌کردند.: 224  رده‌های بالای بوروکراسی هنوز تحت سلطه کسانی بودند که در زمان امپراتوری به موقعیت‌های خود رسیده بودند و اکثر آنها با کودتا همراه بودند. در استان‌های شرقی نیز مسئولین و نهادهای اداریاز کاپ و لوتویتز حمایت کرد.: 224–225 
دولت سوسیال دموکرات از برلین به درسدن نقل مکان کرد و امیدوار بود که از ژنرال مایرکر پشتیبانی لازم را دریافت کنند، اما کودتاچیان از برلین به او دستور داده بودند که آنها را به «بازداشت حفاظتی» برساند و بنابراین اعضای دولت به اشتوتگارت رفتند.: 225–226  اعلامیه کابینه در ۱۳ مارس، که از کارگران آلمانی خواسته شده بود از طریق اعتصاب عمومی کودتاچیان را شکست دهند، با موفقیت عظیمی روبرو شد و از حمایت گسترده طبقه کارگر برخوردار شد. احزاب متمایل به دولت تحت سلطه سوسیال دموکرات‌ها همانند حزب سوسیال دموکرات مستقل (USPD) و حزب دموکرات، به فراخوان اعتصاب در همان روز پیوستند. حزب کمونیست آلمان (KPD) یک روز بعد به اعتصاب‌کنندگان پیوست. در برلین، اعتصاب در ۱۴ مارس آغاز شد و تا روز بعد در سراسر رایش گسترش یافت. این اعتصاب بزرگترین اعتصاب در تاریخ آلمان بود که در آن دوازده میلیون نفر شرکت کردند. کشور فلج شد و در برلین گاز، آب و برق قطع شد.: 226 
آدولف هیتلر که با اعضای همبستگی ملی در تماس بود و خواهان کمک به کودتاچیان بود توسط ارتش از مونیخ به برلین منتقل شد. خلبان پرواز او رابرت فون گرایم بود که بعدها هیتلر او را به عنوان آخرین فرمانده لوفت وافه منصوب کرد. او به اشتباهی در فرودگاهی در خارج برلین فرود آمد و در آنجا با کارگران اعتصابی روبرو شد و بنابراین مجبور به تغییر چهره شد. سرانجام هیتلر توانست به همراه دیتریش اکارت پرواز خود را به برلین ادامه دهد. این دو بعد از ورود به برلین بلافاصله به دفتر صدارت عظمای رایش رفتند تا با ولفگانگ کاپ ملاقات کنند. ایگناز تربیچ لینکلن به ملاقات هیتلر و اکارت رفت و به آنها گفت که کاپ فرار کرده و کودتا شکست خورده‌است.

### سقوط کودتا

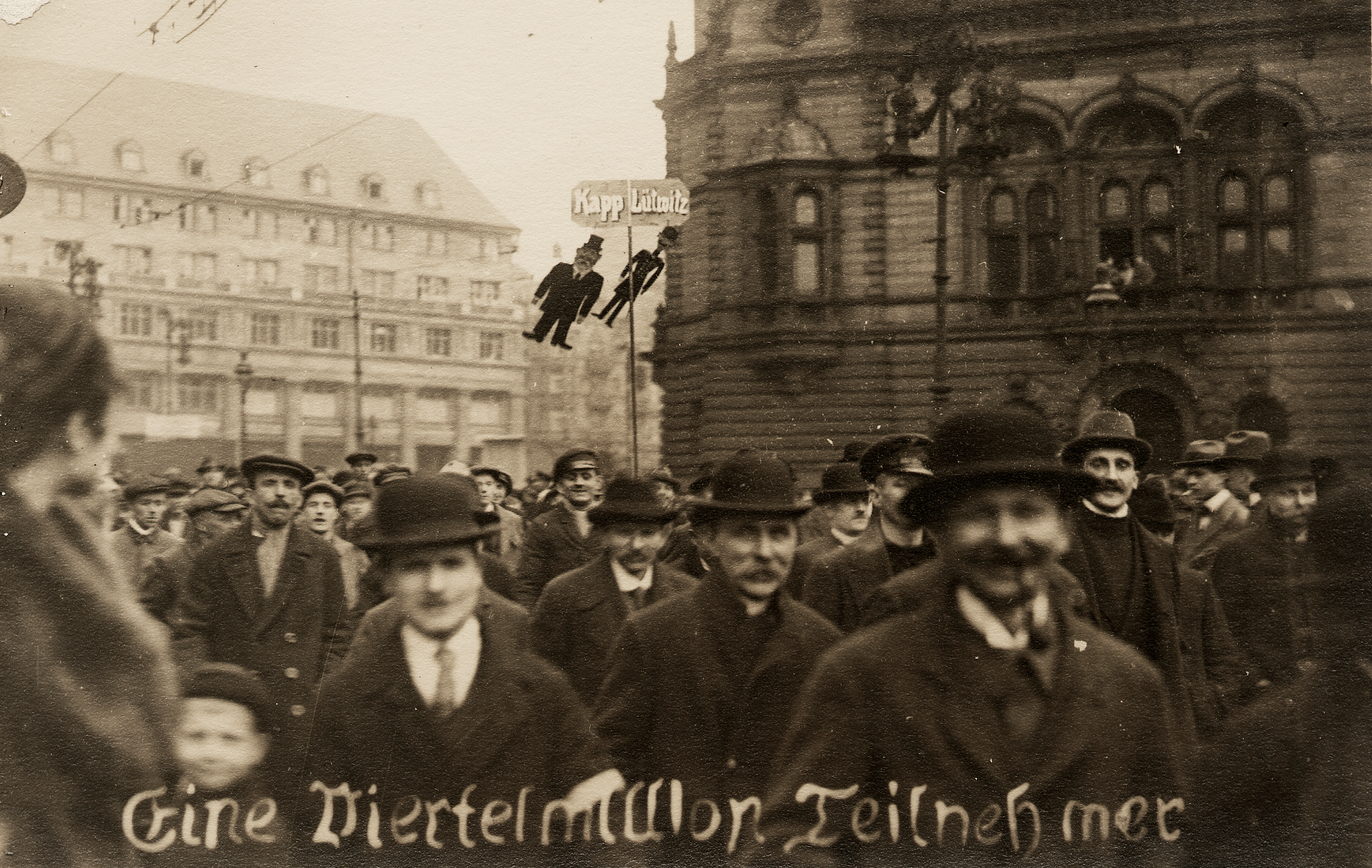
تظاهرات در برلین علیه کودتا در این عنوان آمده‌است: "یک چهارم میلیون شرکت کننده"

با فلج شدن کشور، کاپ و لوتویتز نتوانستند حکومت کنند. در برلین، ارتباط بین واحدهای نظامی فقط از طریق پیک بود. کارمندان در اعتصاب بود و خبری از روزنامه نبود. اعلامیه‌های درخواست از کارگران برای بازگشت به کار، وعده‌های انتخابات جدید و حتی تهدید به مجازات اعدام برای اعتصاب کنندگان بی‌نتیجه ماند و کودتا در ۱۷ مارس، چهار روز پس از شروع آن، سقوط کرد.: 226  کاپ معاون صدراعظم شیفر و اعضای دولت ایالتی پروس را در ۱۳ مارس تحت بازداشت حفاظتی قرار داده بود اما مجبور شد آنان را روز بعد آزاد کند و در ۱۵ مارس مذاکرات آغاز شد. نمایندگان راست دموکراتیک، اسکار هرگت و گوستاو اشترزمان نیز در مذاکرات شرکت کردند. چهار حزب بزرگ راست میانه (حزب دموکراتیک، حزب مرکزی آلمان، حزب خلق آلمان و حزب ملی خلق آلمان) توافق کردند که تهدید اصلی اکنون «بلشویسم» است و آنها باید ارتش افسران را «تحت فرمان خود درآوردند». سرنگونی کاپ و لوتویتز نامطلوب تلقی می‌شد، اما از آنان خواسته شد که به‌طور داوطلبانه استعفا دهند.: 229–230 
چهار حزب با حمایت برخی از سوسیال دموکرات‌هایی که در برلین باقی مانده بودند، پیشنهاد کردند که در صورت استعفای کاپ و لوتویتز، انتخابات تازه، تغییر کابینه و عفو برای همه شرکت‌کنندگان در کودتا در نظر گرفته خواهد شد. کودتاچیان فقط پیشنهاد استعفای کاپ را ارائه دادند و لوتویتز سعی کرد یک روز دیگر به عنوان رئیس یک دیکتاتوری نظامی باقی بماند، با این حال فرماندهان نظامی به او پشت کردند. آنها در غیاب ابرت که مسئول امور دولت بود به شیفر پیشنهاد کردند که زکت را به عنوان رئیس رایشسور منصوب کند که شیفر تخت نام ابرت این پیشنهاد را پذیرفت. لوتویتز در روز ۱۸ مارس استعفای خود را ارائه کرد، شیفر از طرف ابرت استعفای او را پذیرفت و حقوق بازنشستگی کاملی را به او اعطا کرد. شیفر همچنین پیشنهاد کرد تا زمانی که مجلس ملی در مورد عفو عمومی تصمیم بگیرد، پابست و لوتویتز باید کشور را ترک کنند و حتی به آنها پاسپورت و پول جعلی پیشنهاد داد.: 229–230 

## عواقب

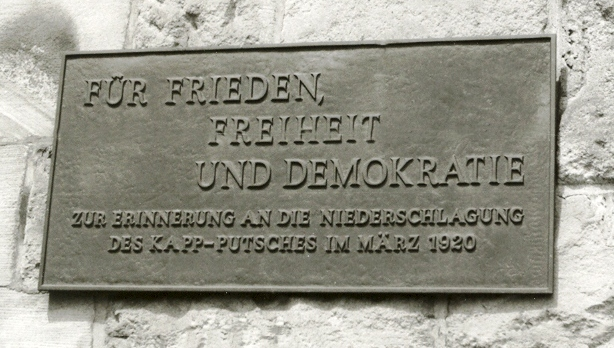
یادبود سرکوب کودتای کاپ، ایستگاه راه‌آهن وتر. روی تابلو نوشته شده‌است: «برای صلح، آزادی و دموکراسی - به یاد سرکوب کودتای کاپ در مارس ۱۹۲۰"

لیتون در سال ۲۰۰۹ نوشت: "در نگاه اول، سقوط کودتای کاپ می‌تواند به عنوان یک موفقیت بزرگ برای جمهوری وایمار تلقی شود. جمهوری توانسته بود در شش روز بحران، حمایت مردم برلین را حفظ کند و عملاً در برابر تهدید بزرگ راست افراطی از خود مقاومت نشان دهد.» از جمله نارضایتی‌های کاپ و طرفدارانش علیه دولت این بود که مجلس ملی، که به‌طور موقت انتخاب شده بود فعالیتی شبیه به رایشستاگ داشت و به نظر می‌رسید که این مجمع ممکن است قانون اساسی را برای انتخابات پیش‌رو تغییر دهد و رایشستاگ را بجای عموم مردم مسئول انتخاب رئیس‌جمهور رایش کند. بعد از کودتا در نتیجه وعده‌های داده شده به کودتاچیان، مجلس ملی در ماه آوریل منحل شد و تاریخ برگزاری انتخابات عمومی برای اولین دوره رایشستاگ بعد از انقلاب تا ۶ ژوئن عقب انداخته شد تا مردم آلمان بتوانند نظرات خود را در مورد معاهده ورسای در این انتخابات منعکس کنند. هرگونه تلاش برای تغییر روش انتخابات ریاست جمهوری رایش نیز ممنوع شد. در انتخابات رایشستاگ در ۶ ژوئن، تعداد آرای حزب سوسیال دموکرات آلمان و حزب دموکرات در مقایسه با انتخابات ژانویه ۱۹۱۹ بیش از نصف کاهش یافت، این در حالی بود که آرای حزب راست افراطی ملی خلق آلمان (DNVP) (که رای‌دهندگان آن بعدها سرانجام به سمت حزب نازی رفتند) و حزب چپگرای رادیکال سوسیال دموکرات مستقل به‌طور قابل توجهی افزایش یافت. ائتلاف وایمار اکثریت خود را در پارلمان از دست داد و دیگر هیچگاه نتوانست دولت تشکیل دهد.
اثر کودتای کاپ-لوتویتز در سایر نقاط آلمان ماندگاری بیشتری از برلین داشت. در برخی از مناطق کشور، اعتصاب به شورش‌های مسلحانه ختم شده بود. این خشونت‌ها بیشتر از جانب فرماندهان نظامی محلی بودند که از دولت جدید حمایت کردند و شورشیان‌ها را دستگیر می‌کردند. در تورینگن و زاکسن، ارتش وارد عمل شد و کارگران را پس از درگیری‌های خونین شکست داد. در روهر، کارگران پیروز شدند و حتی پس از فروپاشی کودتا در برلین عقب ننشستند. در نتیجه آنچه به عنوان قیام روهر شناخته شد، ارتش سرخ روهر که از کارگران انقلابی تشکیل شده بود حملات خود را آغاز کرد. این ارتش در ۱۷ مارس دورتموند، در ۱۸ مارس هام و بوخوم و در ۱۹ مارس اسن را به اشغال خود درآورد و باعث شد که فرماندهان ارتش محلی در مونستر دستور عقب‌نشینی بدهند. منطقه روهر تا ۲۲ مارس تحت کنترل کارگران انقلابی بود.: 228–229 
دولت قانونی ابرت در ۲۰ مارس به برلین بازگشت و خواستار پایان اعتصاب عمومی شد. او برای دستیابی به این هدف، امتیازاتی را به اتحادیه‌ها ارائه کرد که برخی از آنها صادقانه به نظر نمی‌رسیدند.: 232  اتحادیه‌ها (ADGB , Afa-Bund و DBB) خواستار ایجاد یک دولت جدید متشکل از حزب سوسیال دموکرات و حزب سوسیال دموکرات مستقل به رهبری کارل لگین شدند، اما یک دولت جدید مبتنی بر ائتلاف وایمار اکثریت را در مجلس ملی بدست آورد و هرمان مولر جایگزین بائر در مقام صدراعظم رایش شد.: 26  پس از آن که اتحادیه‌ها اعتصاب را در ۲۲ مارس به پایان رساندند، دولت سعی کرد با کارگرانی که از زمین گذاشتن سلاح خودداری کردند، مذاکره کند. هنگامی که مذاکرات شکست خورد، شورش در روهر توسط رایشسور و فریکورپس در اوایل آوریل ۱۹۲۰ سرکوب شد. صدها نفر کشته شدند، که بسیاری از آنها در اعدام‌های خودسرانه به قتل رسیدند. کشتارها توسط نیروهایی انجام شد که در کودتا نقش داشتند همانند بریگارد دریایی ارهارت. شاید بی‌دلیل نبود که در سال‌های ۱۹۱۸ و ۱۹۱۹ چپ‌گرایان دولت ابرت را متهم می‌کردند که در سمت دشمنان کارگران و جمهوری ایستاده‌است.: 229, 233 
نوسکه پس از شکست کودتا، کاپ، پابست و ارهارت را به عنوان مسئول معرفی کرد. اکثر کودتاچیان مشمول عفو شدند و در ۲ اوت ۱۹۲۰، رایشستاگ قانونی را تصویب کرد که جنایات ارتکابی در جریان کودتا و متعاقب آن در جریان قیام روهر را تبرئه می‌کرد.: 27  از ۷۰۵ پرونده ای که علیه غیرنظامیان مطرح شد، فقط پیگرد قانونی فون یاگو با صدور حکم مجرمانه به پایان رسید.: 54  اعضای فرایکورپس و رایشسور مشمول قانون نظامی بودند و از ۷۷۵ دادگاه رسیدگی به جرم نظامیان، ۴۸۶ پرونده مختومه اعلام شد. ۴۸ افسر از سمت خود برکنار شدند، ۶ افسر استعفا دادند و بقیه مشمول اقدامات انضباطی خفیف شدند. بریگاد تفنگداران دریایی ارهارت در می ۱۹۲۰ منحل شد، اما اکثر اعضای آن اجازه یافتند به رایشسور بپیوندند که در آنجا سمت‌های بالایی را بدست آوردند. دادگاه‌ها نسبت به اعضای ارتش سرخ روهر که بسیاری از آنها به حبس‌های طولانی مدت محکوم شدند بسیار سخت‌گیرانه تر برخورد کردند.: 27 
کاپ در ۱۶ آوریل در سوئد دستگیر شد اما به آلمان برگردانده نشد. او داوطلبانه در آوریل ۱۹۲۲ به آلمان بازگشت و در همان سال در زندان در حالی که منتظر محاکمه بود درگذشت. لوتویتز در سال ۱۹۱۴ در جریان عفو خود به آلمان بازگشت. گوستاو نوسکه در ۲۲ مارس با فشار اتحادیه‌ها مجبور به استعفا شد زیر بسیاری از اعضای حزب سوسیال دموکرات تصور می‌کردند که او در برابر کودتاچیان قاطعیت لازم را نداشته اشت. اتو گسلر به عنوان وزیر دفاع جانشین نوسکه شد. ژنرال راینهارت نیز به دلیل اعتراض به برکناری نوسکه استعفا داد.: 54 
وزیر اعظم سابق عثمانی طلعت پاشا، عامل اصلی نسل‌کشی ارامنه، پس از جنگ در برلین مخفی شده بود و در کنفرانس مطبوعاتی حاضر شد تا از کودتاچیان به دلیل بی‌عرضگی انتقاد کند.

### بنای یادبود مردگان مارس

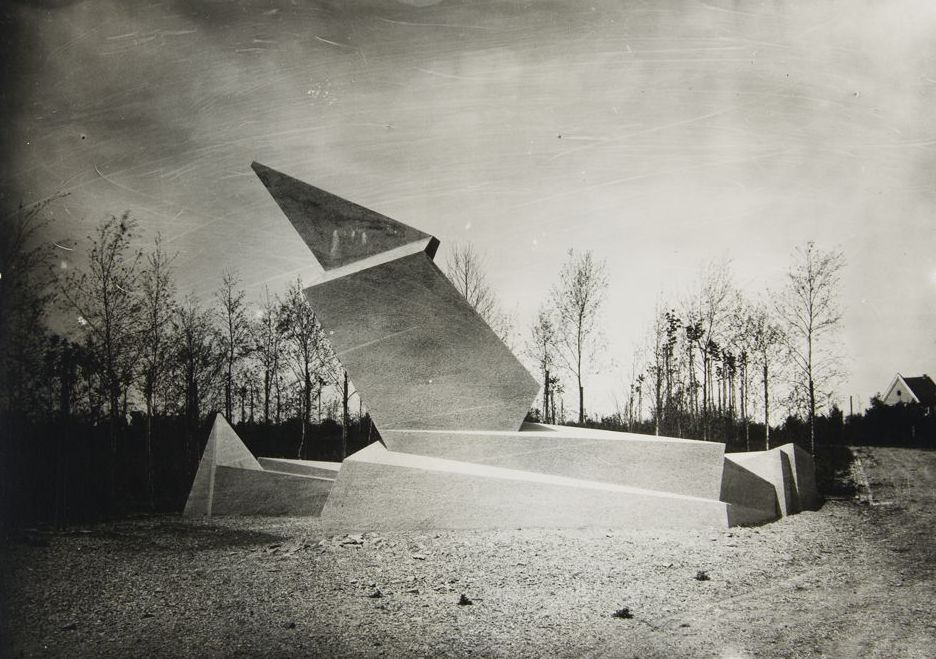
بنای یادبود مردگان مارس، اثر والتر گروپیوس

بین سالهای ۱۹۲۰ و ۱۹۲۲ بنای یادبودی به افتخار کارگرانی که در پی کودتای کاپ کشته شدند در گورستان مرکزی وایمار برپا شد. این یادبود به سفارش کارتل اتحادیه وایمار که مسابقه ای را برای انتخاب یک طرح برگزار کرد، انجام شد. این بنا بر اساس نقشه‌های ارائه شده توسط دفتر معماری والتر گروپیوس ساخته شد. گرچه گروپیوس گفته بود که باوهاوس باید از نظر سیاسی بی‌طرف بماند، اما موافقت کرد که در پایان سال ۱۹۲۰ در مسابقه هنرمندان وایمار شرکت کند.
این بنا در فوریه ۱۹۳۶ توسط نازی‌ها ویران شد. آنها از نظر سیاسی به آن اعتراض کردند و آن را نمونه ای از " هنر منحط " دانستند.